# Ösmo
Ösmo är en tätort i Nynäshamns kommun och kyrkbyn i Ösmo socken, belägen utmed Nynäsbanan och alltsedan sekelskiftet 1900 ett stationssamhälle. Ösmo ligger i anslutning till Riksväg 73 från Stockholm och Länsväg 225 från Södertälje.

## Historia

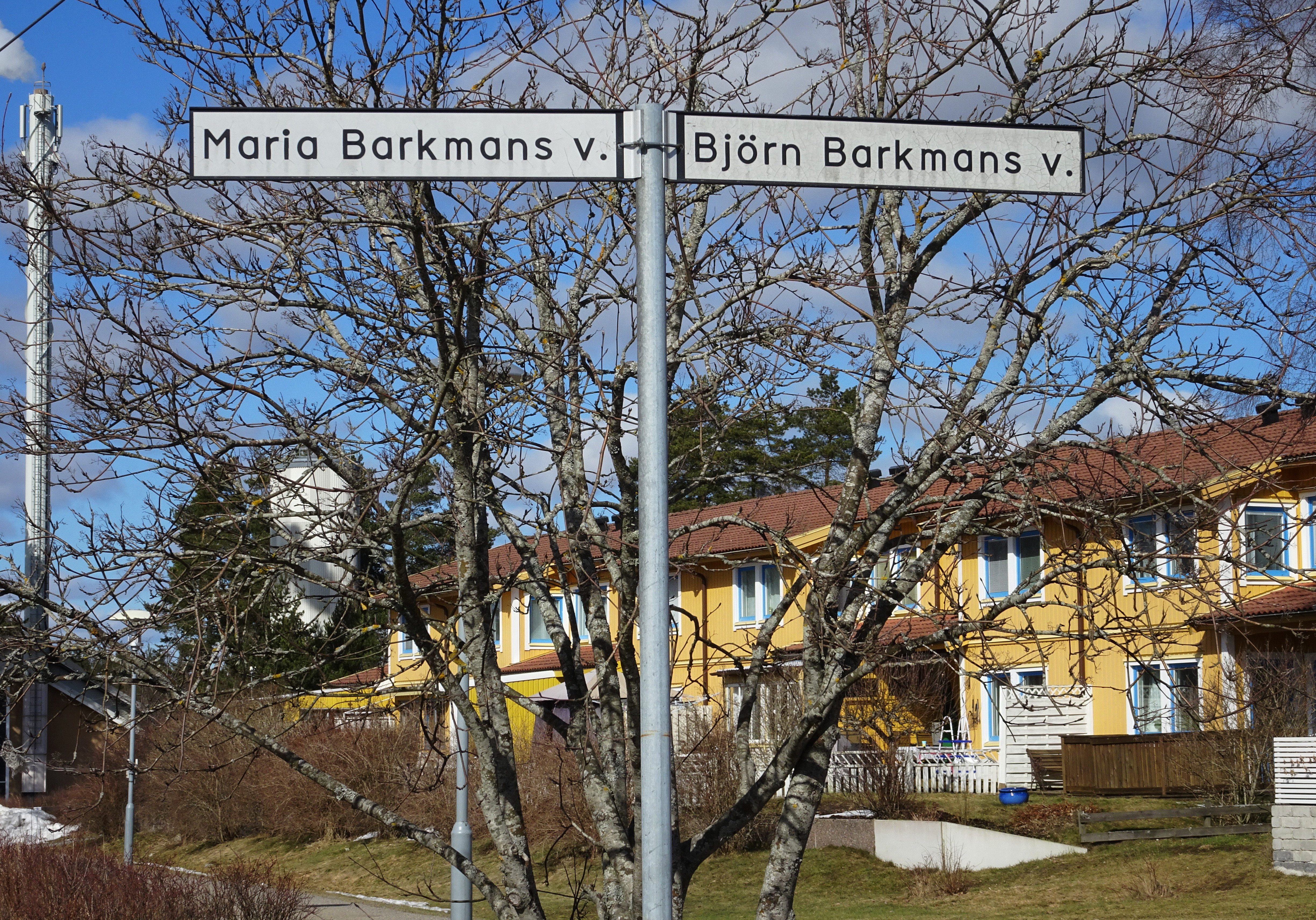
Maria och Björn Barkmans väg i Ösmo.

Bygden har liksom dess gamla sockenkärna kring Ösmo kyrka både förhistoriska och historiska anor och den utgör en på Södertörn mycket tidig etableringsplats.  Ösmo står omskrivet i ett medeltida dokument redan 1281 och då med namnet Øzmo.
Vansta säteri och dess ägare Björn Barkman har varit betydelsefullt för ortens utveckling. En del av gårdens mark stadsplanerades på 1960-talet av dåvarande stadsarkitekten i Ösmo landskommun, arkitekt Åke Janson och blev småhusområdet Vansta 5:2 i västra Ösmo. Flera av Vanstas tidigare ägare har vägar uppkallade efter sig i detta område:
- Björnclous väg
- Nermans väg
- Tolls väg
- Björn Barkmans väg
- Maria Barkmans väg

### Befolkningsutveckling
| Befolkningsutvecklingen i Ösmo 1960–2020 | Befolkningsutvecklingen i Ösmo 1960–2020 | Befolkningsutvecklingen i Ösmo 1960–2020 | Befolkningsutvecklingen i Ösmo 1960–2020 | Befolkningsutvecklingen i Ösmo 1960–2020 |
| ---------------------------------------- | ---------------------------------------- | ---------------------------------------- | ---------------------------------------- | ---------------------------------------- |
|                                          |                                          |                                          |                                          |                                          |
| År                                       |                                          |                                          | Folkmängd                                | Areal (ha)                               |
| 1960                                     | 1960                                     |                                          | 612                                      |                                          |
| 1965                                     | 1965                                     |                                          | 1 483                                    |                                          |
| 1970                                     | 1970                                     |                                          | 2 918                                    |                                          |
| 1975                                     | 1975                                     |                                          | 3 190                                    |                                          |
| 1980                                     | 1980                                     |                                          | 3 478                                    |                                          |
| 1990                                     | 1990                                     |                                          | 3 461                                    | 172                                      |
| 1995                                     | 1995                                     |                                          | 3 592                                    | 186                                      |
| 2000                                     | 2000                                     |                                          | 3 724                                    | 191                                      |
| 2005                                     | 2005                                     |                                          | 3 606                                    | 196                                      |
| 2010                                     | 2010                                     |                                          | 3 911                                    | 219                                      |
| 2015                                     | 2015                                     |                                          | 3 866                                    | 210                                      |
| 2020                                     | 2020                                     |                                          | 3 981                                    | 213                                      |
| Anm.: Sittesta utbruten 2015             |                                          |                                          |                                          |                                          |

## Samhället
I Ösmo finns allmän service i form av skolor och daghem, bibliotek, simhall, idrottsplatser och ett centrum med butiker, restauranger och bank. 

## Kommunikationer
Ösmo har en station utmed Stockholms pendeltågsnät. Den ligger på den enkelspåriga sträckan Västerhaninge–Nynäshamn. Stationen saknar biljettspärr eftersom pendeltågen på denna sträcka betjänas av konduktör. År 2008 förlängdes stationens plattform för att kunna ta emot tåg med full längd. Samtidigt byggdes även en ny uppgång mot Nyblevägen i söder för en bättre anslutning till den nya bussterminalen som invigdes i slutet av 2009.